# Virginia Slims of Newport
Чемпионат Ньюпорта на травяных кортах (англ. Hall of Fame Open) — профессиональный международный теннисный турнир, проходящий летом в американском Ньюпорте на открытых травяных кортах комплекcа Международного зала теннисной славы. С 2025 года относится к серии WTA 125 с призовым фондом около 200 тысяч долларов и турнирной сеткой, рассчитанной на 32 участницы в одиночном разряде и 16 пар.

## Общая информация
Различные теннисные соревнования на травяных кортах казино в Ньюпорте проходят с 1881 года. В период с 1887 по 1914 годы здесь проходили женские соревнования Национального чемпионата США.
История соревнований женского профессионального тура сравнительно коротка и делится на два периода: в 1971-74 и в 1983-90 годах. Каждый раз турнир проходил в летний период между Уимблдоном и US Open. В первый период жизни соревнование являлось разминочным перед американским турниром Большого шлема и одной из причин его отмены являлся переход US Open перед сезоном-1975 на грунтовые корты; во второй период ньюпортский турнир являлся последним аккордом травяного сезона, предоставляя желающим сыграть ещё один турнир после британского соревнования Большого шлема.

### Победители и финалисты
Местный приз имеет достаточно большой список чемпионов: за двенадцать одиночных и парных турниров ни одной теннисистке не удалось победить в одном разряде более двух раз. В одиночных соревнованиях это удалось австралийке Маргарет Корт и американкам Крис Эверт и Пэм Шрайвер; а в паре подобный результат на счету ещё трёх американок — Барбары Поттер, Лори Макнил и Джиджи Фернандес.

## Финалы прошлых лет

### Одиночные турниры
| Год  | Призовые    | Чемпионка              | Финалистка       | Счёт           |
| ---- | ----------- | ---------------------- | ---------------- | -------------- |
| 2025 | 200.000 USD | Кэти Макнэлли          | Татьяна Мария    | 2-6 6-4 6-2    |
| 1990 | 225.000 USD | Аранча Санчес-Викарио  | Джо Дьюри        | 7-6(2) 4-6 7-5 |
| 1989 | 200.000 USD | Зина Гаррисон          | Пэм Шрайвер      | 6-0 6-1        |
| 1988 | 200.000 USD | Лори Макнил            | Барбара Поттер   | 6-4 4-6 6-3    |
| 1987 | 150.000 USD | Пэм Шрайвер (2)        | Венди Уайт       | 6-2 6-4        |
| 1986 | 150.000 USD | Пэм Шрайвер            | Лори Макнил      | 6-4 6-2        |
| 1985 | 150.000 USD | Крис Эверт (2)         | Пэм Шрайвер      | 6-4 6-1        |
| 1984 | 150.000 USD | Мартина Навратилова    | Джиджи Фернандес | 6-3 7-6(3)     |
| 1983 | 100.000 USD | Алисия Мултон          | Ким Джонс        | 6-3 6-2        |
| 1974 | 30.000 USD  | Крис Эверт             | Бетси Нагельсен  | 6-4 6-3        |
| 1973 | 30.000 USD  | Маргарет Смит-Корт (2) | Джулия Хельдман  | 6-3 6-2        |
| 1972 | 18.000 USD  | Маргарет Смит-Корт     | Билли-Джин Кинг  | 6-4 6-1        |
| 1971 | 20.000 USD  | Керри Энн Рид          | Франсуаза Дюрр   | 6-3 6-7 7-6    |

### Парные турниры
| Год  | Чемпионки                            | Финалистки                         | Счёт           |
| ---- | ------------------------------------ | ---------------------------------- | -------------- |
| 2025 | Кармен Корли Ивана Корли             | Арианне Хартоно Прартхана Тхомбаре | 7-6(4) 6-3     |
| 1990 | Лиз Грегори Гретчен Раш              | Патти Фендик Энн Смит              | 7-6(7) 6-1     |
| 1989 | Джиджи Фернандес (2) Лори Макнил (2) | Элизабет Смайли Венди Тёрнбулл     | 6-3 6-7(7) 7-5 |
| 1988 | Розалин Фербенк Барбара Поттер (2)   | Джиджи Фернандес Лори Макнил       | 6-4 6-3        |
| 1987 | Джиджи Фернандес Лори Макнил         | Энн Хоббс Кэти Джордан             | 7-6(5) 7-5     |
| 1986 | Терри Холладей Хитер Ладлофф         | Камми Макгрегор Гретчен Раш        | 6-1 6-7(7) 6-3 |
| 1985 | Крис Эверт Венди Тёрнбулл            | Пэм Шрайвер Элизабет Смайли        | 6-4 7-6(2)     |
| 1984 | Алисия Мултон Пола Смит              | Леа Антонополис Беверли Мулд       | 7-5 7-6(2)     |
| 1983 | Барбара Поттер Пэм Шрайвер           | Барбара Джордан Элизабет Смайли    | 6-3 6-1        |
| 1974 | Лесли Чарльз Сью Мэппин              | Гейл Шеррифф Джулия Хелдман        | 6-2 7-5        |
| 1973 | Франсуаза Дюрр Бетти Стове           | Джанет Ньюберри Пэм Тигуарден      | 6-4 6-3        |
| 1972 | Маргарет Смит-Корт Лесли Хант        | Розмари Касальс Билли-Джин Кинг    | 6-2 6-2        |
| 1971 | Джуди Тегарт Франсуаза Дюрр          | Керри Харрис Керри Рид             | 6-2 6-1        |